# ريتشارد صرافيان
ريتشارد صرافيان (بالإنجليزية: Richard C. Sarafian)‏ ، من مواليد 28 أبريل 1930م، وتوفي بتاريخ 18 سبتمبر 2013م، وهو مخرج سينمائي أمريكي، عمل الإخراج بعدة أفلام، ومنها فيلم الرجل التالي عام 1976 ، وفيلم ذا بير عام 1984م.